# Гоштинський потік
Гоштинський потік (словац. Hoštinský potok) — річка в Словаччині, ліва притока Білої води, протікає в окрузі Пухов.
Довжина приблизно 6.2-6.3 км. Витік знаходиться в масиві Яворники (частина Низькі Яворники; геоморфологічна підодиниця Яворницькі пагорби) — на висоті близько 490 метрів. Протікає територією міста Пухов (міська частина Гоштина) і села Догняни.
Впадає у Білу воду на висоті приблизно 290—295 метрів.